# Norddeich Radio
Norddeich Radio, Rufzeichen DAN (früher KND, KAV, DAF), war eine deutsche Küstenfunkstelle bei Norddeich (heute: Stadt Norden) in Ostfriesland. Nach der Errichtung im Jahr 1907 wurde rund 90 Jahre lang der Funkverkehr mit Schiffen in aller Welt durchgeführt. Sie diente in der Zeit des Nationalsozialismus auch als Rundfunksender und verbreitete NS-Propaganda für das englischsprachige Ausland. Am 31. Dezember 1998 wurde die Anlage endgültig abgeschaltet.

## Geschichte

### Von den Anfängen 1905/1906
Um die Gründung der Küstenfunkstelle ranken sich einige Legenden. Die am weitesten verbreitete Version besagt, dass auf Geheiß des Kaisers Wilhelm II. eine eigene Küstenfunkstelle eingerichtet werden sollte, nachdem sich die auf Borkum befindliche Küstenfunkstelle geweigert hatte, ein Telegramm des Kaisers an seine Frau anzunehmen. Zum damaligen Zeitpunkt, etwa in der Mitte des ersten Jahrzehnts des 20. Jahrhunderts, gab es zwei konkurrierende Funksysteme, das eine rund um den Physiker Guglielmo Marconi, das andere entwickelt und betrieben von der Firma Telefunken aus Berlin, mit dem auch das Schiff, der HAPAG-Dampfer Hamburg, ausgerüstet war, auf dem sich der Kaiser befand. Durch die starke Konkurrenzsituation hatten die Funker Befehl, keine Kommunikation mit dem jeweils anderen System durchzuführen.
Diese Version um die Gründung von Norddeich Radio gilt inzwischen als unwahrscheinlich. Die Küstenfunkstellen in Borkum und Borkumriff waren zwar im Gegensatz zur Hamburg mit Anlagen der Marconi Company ausgestattet, standen aber unter der Führung der Deutschen Reichspost und damit indirekt unter dem Kaiser Wilhelm II. Eine Verweigerung der Telegrammbearbeitung ist also eher unwahrscheinlich. Naheliegender ist die Variante, dass die Bestrebungen nach einer eigenen Funkstelle bereits einige Jahre zuvor entstanden waren, nämlich um 1902, als die Entwicklung der Funktechnik durch Physikpioniere wie Ferdinand Braun rasant an Fahrt gewann. Nachdem in der Großfunkstelle für drahtlose Telegraphie in Nauen die Versuchsreihen zu immer mehr Erfolgen führten, beschloss man die Errichtung einer Funkstelle, die den westlichen Bereich der deutschen Bucht bis hin zum Ärmelkanal in erster Linie für Kriegsschiffe sicher abdecken sollte. Die in Borkum lokalisierte Marconi-Station konnte mit selbigen nicht kommunizieren, da sich die verwendeten Wellenlängen (Borkum: 156 m, entspricht etwa 1,92 MHz dagegen Marine: 365 m, entspricht 821 kHz) unterschieden und die Reichweite eine 30-km-Linie um die Insel nicht überschritt. Die Marconi-Gesellschaft sicherte ihr Monopol durch Exklusivverträge mit deutschen Reedern; demgegenüber entschied die Marine, Telefunken-Geräte einzusetzen. Als Standort für die Errichtung der festen Funkstelle war zunächst auch die Insel Borkum als nordwestlichster Punkt Deutschlands vorgesehen, jedoch führten strategische Überlegungen des Reichsmarineamtes zu der Erkenntnis, dass die Region um die Stadt Norden in Ostfriesland mit ihren Marsch-Böden besser sei, die die Ausbreitung elektrischer Wellen (Bodenleitfähigkeit) begünstigten. Im Spätherbst 1905 wurden schließlich die Verträge mit der Telefunken-Gesellschaft abgeschlossen, in denen die Lieferung und Errichtung einer Anlage mit den folgenden Kriterien vereinbart wurde:
- je eine Sende- und eine Empfangsstation (räumlich getrennter Aufbau)
- Reichweite mindestens 1500 km beim Funkverkehr zu Zweimastern, die wenigstens 35 m lange Antennen an Bord hatten
- Reichweite mindestens 500 km beim Funkverkehr zu anderen Funkstellen auf dem Land
- Telegraphiegeschwindigkeit mindestens 4 wpm

Als erste Sendeantennenanlage von Norddeich 53° 36′ 15″ N, 7° 8′ 19″ O wurde ein an vier 65 m hohen Türmen aufgehängtes, trichterartiges Netz aus Bronzedrähten realisiert. Die Bauarbeiten wurden vor allem durch den extrem sumpfigen Untergrund erschwert, der die Verwendung von speziellen Holzbohlenkonstruktionen zum Befahren mit Pferdefuhrwerken erforderlich machte. Der verwendete Knallfunkensender mit 1,5 kW Leistung wurde in ein separates Gebäude gebaut, das unter Zuhilfenahme dicker Filzplatten und schwerer Doppeltüren gegen Lärm gedämmt war. Die Funkentelegraphenstation Norddeich war fortan dem Postamt Norden (Ostfriesland) als Geschäftsstelle angeschlossen, von der auch ein Postdirektor zur Koordination abgestellt wurde.
Die ersten Funkversuche datieren vom Sommer 1905, lange vor der offiziellen Inbetriebnahme der Station Norddeich. Im April 1906 konnte dann die SMS München die bakenartig ausgestrahlten Morsezeichen in bis zu 400 km Entfernung aufnehmen. Im Juli desselben Jahres wurde dann die maximal mögliche Empfangsentfernung mit 600 km erprobt.

### Betriebsaufnahme 1907 und erste Verbindungen
Nachdem tags zuvor die technischen Einrichtungen durch das Telegraphenversuchsamt inspiziert worden waren, wurde der Betrieb am 1. Mai 1907 unter dem offiziellen Rufzeichen KND (Küstenfunkstelle Norddeich) aufgenommen. Jeweils zwei Stunden am Morgen und Abend war man für Kriegsschiffe verfügbar. Vom 1. Juni an wurde auch Funkverkehr mit Handelsschiffen durchgeführt. Damit gab es in Deutschland jetzt insgesamt sieben öffentliche Küstenstationen (Arcona kar, Bülk kbk, Cuxhaven kcx, Helgoland khg, Borkum kbm, Marienleuchte kmr). Weitere Reichweitentests durch die Herstellerfirma Telefunken ergaben, dass die Morsezeichen der Knallfunkensender aus Norddeich selbst in über 1600 Kilometer Entfernung noch zu vernehmen waren (Verwendete Wellenlänge 2000 m, entspricht einer Frequenz von 150 kHz).
Die Stammbesatzung der Küstenfunkstelle betrug damals fünf Personen pro 12-Stunden-Schicht, von denen vier die Telegraphie-Arbeitsplätze besetzten und einer als Techniker den korrekten Betrieb der Sender überwachte. Ab 1908 kam eine zusätzliche Person als Antennenwärter hinzu. Wenn die Marine Manöver durchführte, übernahmen Funker aus ihren eigenen Reihen den Betrieb der Station, die dann zusätzlich durch Infanteristen aus Aurich geschützt wurde. Nachdem man noch im Jahr 1907 die Antennenmasten um zehn Meter aufgestockt hatte, stellte man erneut neue Reichweitenrekorde mit Hörempfang über 2200 km auf. Zum Ende des Jahres begann man bei knd damit, Wetternachrichten (sowie Sturmwarnungen) und Presseinhalte auszustrahlen. Die Wetterlage in der deutschen Bucht war vor allem für die Hochseefischer und die Marineeinheiten interessant.

### Ab 1910: Telegraphenanstalt Norddeich
Aufgrund der steigenden Bedeutung des drahtlosen Telegraphieverkehrs wurde die Küstenfunkstelle Norddeich im Jahr 1910 vom Kaiserlichen Postamt Norden abgegliedert und fortan als eigenständige Telegraphenanstalt Norddeich weitergeführt. Als technische Innovation wurden in Norddeich zwei der 1908 von Telefunken entwickelten Löschfunkensender installiert, die mit 2,5 kW und 10 kW sowie nochmals um 20 Meter erhöhten Antennen die maximale Reichweite auf mehr als 3000 Kilometer abermals steigerten. 1912 wurde auf einer internationalen Konferenz in London ein Vertrag unterzeichnet, der die allgemeine Verkehrspflicht ohne Rücksicht auf das benutzte System vorsah, und somit das bis dato bestehende Marconi-Monopol brach. Beim Inkrafttreten 1913 wurde Norddeich das neue Rufzeichen kav zugeteilt. Ebenfalls um diese Zeit herum begann man damit, horizontal polarisierte Antennenformen auszuprobieren. Nach erfolgreichen Versuchsreihen ergänzte eine fest installierte Drahtantenne die vertikalen Antennensysteme. Erste Versuche der drahtlosen Telefonie von knd aus brachten 1912 keine zufriedenstellenden Ergebnisse über Entfernungen größer als 50 Kilometer. Im darauf folgenden Jahr wurden die ausgestrahlten Zeitungsmeldungen in über 5000 Kilometer Entfernung aufgenommen.

### Erster Weltkrieg
Als Deutschland am 1. August 1914 Russland den Krieg erklärte, wurde die Küstenfunkstelle unter das Kommando der Kaiserlichen Marine gestellt und von Infanteristen zusätzlich hermetisch abgeriegelt. Man befürchtete Sabotage und Spionage durch den Feind. Nach Kriegsbeginn stieg die Auslastung der Station sprungartig an, alle Sender arbeiteten nun nahezu ohne Pause. Während des Krieges wurden auch die im benachbarten Hage stationierten Luftschiffe von Norddeich aus mit Informationen versorgt. In der späteren Kriegsphase wurde auch Funkverkehr zu deutschen U-Booten abgewickelt. Nachdem die Marine im November 1918 die Funkstelle geräumt hatte, wurde diese durch Mitglieder des Arbeiter- und Soldatenrates besetzt. Erst im darauffolgenden Jahr fanden die Soldatenunruhen der Nachkriegsphase ein Ende und der Ausbau der Küstenfunkstelle wurde weiter vorangetrieben.

### 1920er Jahre: Vergrößerung der Reichweite, Einführung der Telefonie

Funker-Treffen im Hotel „Zur Post“ in Norden (um 1920)

Nach dem Ersten Weltkrieg erhielt die Küstenfunkstelle einen leistungsfähigen Sender aus Marinebeständen. Aufgrund steigender Telegrammzahlen wurde das Personal aufgestockt und die Station war 24 Stunden mit immer mindestens zwei Telegraphisten besetzt. Ebenso wurden die Versuche in drahtloser Telefonie (Sprechfunk) fortgesetzt, mittlerweile schon mit Prototypen von Röhrensendern mit Ausgangsleistungen zwischen 1 und 2,5 Kilowatt. Im Sommer 1921 erteilte man der Küstenfunkstelle unter anderem die Genehmigung, Telefonie-Zusatzgeräte in Betrieb zu nehmen; fortan wurde der Wetterbericht nach der telegraphischen Aussendung auch gesprochen. Nachdem die Röhrensender ihre Leistungsfähigkeit bei Reichweitentests über 6000 Kilometer unter Beweis gestellt hatten, fanden sie immer mehr Einzug in die Küstenfunkstellen und Schiffe. Da man beim gleichzeitigen Senden immer öfter Probleme mit den Empfängern hatte, beschloss man im Jahr 1923 im drei Kilometer entfernten Westgaste 53° 35′ 58″ N, 7° 10′ 55″ O eine separate Empfangsstelle aufzubauen. Beide Anlagen waren über eine Kabelverbindung miteinander verbunden. 1925 brachte ein kräftiger Herbststurm drei im Aufbau befindliche Antennentürme zum Einsturz, so dass die Inbetriebnahme weiterer geplanter Sender verzögert wurde.
Ende der zwanziger Jahre entdeckte man dann das vorteilhafte Ausbreitungsverhalten von Kurzwellen für den internationalen Funkverkehr, so dass 1929 ein 10 kW starker Kurzwellensender in Norddeich nebst Empfängern in Westgaste eingebaut wurden.

### 1930er Jahre: Umzug nach Utlandshörn, weitere Betriebssteigerung
Weil sich auch in Westgaste der Empfang aufgrund zunehmender Störungen durch Elektrogeräte verschlechterte, wurde weitab jeglicher Siedlungen im fünf Kilometer entfernten Utlandshörn 53° 33′ 47″ N, 7° 6′ 28″ O eine neue Empfangsstation am 8. Dezember 1931 in Betrieb genommen. Utlandshörn wurde damit gleichzeitig Betriebszentrale für alle Anlagen von Norddeich Radio.
Die Ausrüstung umfasste die für damalige Zeiten modernsten Empfangssysteme für Lang-, Mittel-, Grenz- und Kurzwelle sowie mehrere Dipole mit Reflektoren (Richtantennen) und Drahtantennen. Sendeseitig wurden 20 Kilowatt starke Kurzwellensender für Telegraphie und Telefonie eingebaut. Die Weltwirtschaftskrise am Anfang dieses Jahrzehntes ließ auch die Telegrammzahlen via Norddeich einbrechen; jedoch setzte sich die positive Entwicklung bereits in der Mitte der 1930er Jahre weiter fort. Die Olympischen Sommerspiele 1936 in Deutschland brachten den hiesigen Funkstationen Rekord-Telegrammzahlen ein. Ebenfalls 1936 experimentierte man mit der Ankopplung des öffentlichen Telegraphennetzes an die Sendeanlagen, so dass Telegramme ohne Zwischenstation bei den Funkbeamten gegeben werden konnten. Technische Weiterentwicklungen bei Sendern und Empfängern vergrößerten die Reichweite im Sprechfunkbetrieb beträchtlich.

### Zweiter Weltkrieg und Rundfunkpropaganda
Wie im Ersten Weltkrieg war Norddeich Radio strategisch wichtig zur Koordination der Marineeinheiten und somit direkt bei Kriegsbeginn unter militärische Führung und Schutz gekommen. Der öffentliche Verkehr wurde alsbald eingestellt, alle auf See befindlichen deutschen Schiffe erhielten – offen oder versteckt – Nachricht von der bevorstehenden Kriegsbedrohung. Im Herbst 1939 bestand die Hauptfunkstelle Norddeich aus
- Betriebszentrale Utlandshörn
- Empfangsfunkstelle Utlandshörn
- Sendefunkstelle Norddeich

und einem neuen „Großrundfunksender Osterloog“ 53° 38′ 5″ N, 7° 12′ 11″ O, der die englischsprachigen Propaganda-Sendungen „Germany Calling“ für das Ausland abstrahlte (unter dem Tarnnamen „Reichssender Bremen“ bzw. anfangs "Studioanlage der Versuchssendeanlage N").
Vor Ort war eine Marinenachrichtentruppe stationiert und über eigens geschaltete Fernmeldeleitungen war Norddeich Radio direkt mit der Marineführung verbunden.
Alle Anlagen der Hauptfunkstelle Norddeich waren mit leichter Flak (2 und 3,7 cm) gegen Tieffliegerangriffe gesichert. Um im Falle einer Zerstörung der Anlagen sofort Ersatz zu haben, ließ die Wehrmacht bereits in den ersten Kriegstagen in den Niederlanden eine Empfangsfunkstelle in Muiderberg aan Zee sowie eine Sendefunkstelle in Kootwijk einrichten, zu denen Mitarbeiter aus Ostfriesland regelmäßig zur Sicherstellung der Betriebsfähigkeit abgeordnet wurden. In den letzten Kriegstagen erhielten alle Anlagen je eine Tonne Sprengstoff zur Selbstzerstörung, die jedoch nie zur Anwendung kamen.
Die Alliierten versuchten während des Zweiten Weltkriegs zu keinem Zeitpunkt, die Hauptfunkstelle Norddeich zu zerstören. Die abgehörten Funksignale wurden gezielt ausgewertet, denn sie gaben wertvolle Hinweise über die Standorte deutscher Kriegsschiffe und U-Boote auf See.

### 1950er Jahre: Wiederinbetriebnahme und weiterer Ausbau

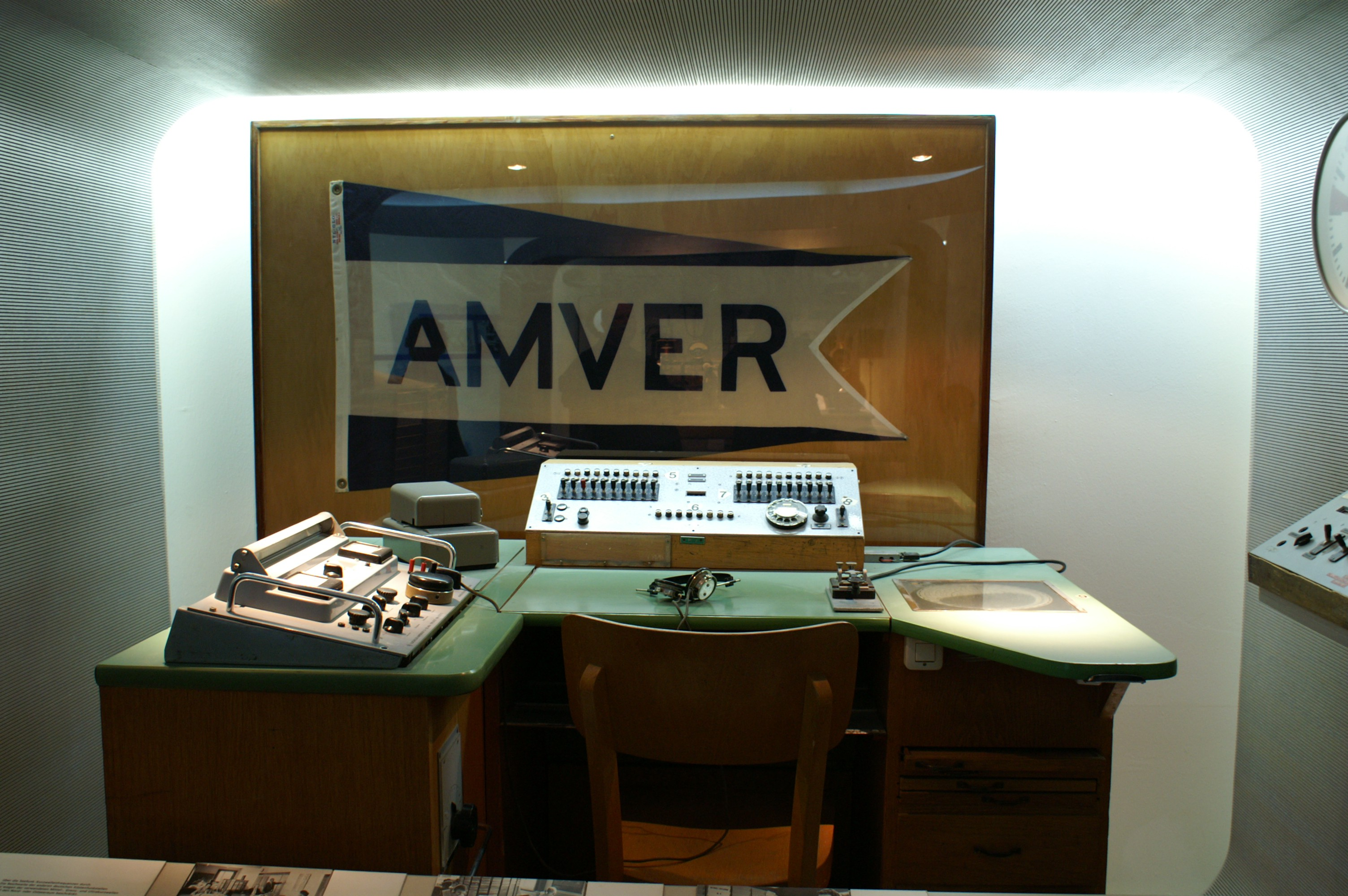
Dieser Kurzwellen-Tastfunk-Arbeitsplatz diente von 1957 bis 1981 dem Telegrammaustausch mit Schiffen auf allen Weltmeeren, ausgestellt im Museum für Kommunikation Hamburg

1945 sollten Teile der Sendeanlagen durch die Besatzungsmächte nach Großbritannien verschifft bzw. gesprengt werden. Stattdessen gelangten die Engländer schnell zu der Überzeugung, dass der Funkbetrieb in Norddeich und Utlandshörn durchaus der Sicherheit ihrer Schiffe dienen würde. Im selben Jahr wurden erstmals Hellschreiber eingesetzt und auf Kurz- und Langwelle betrieben.
Nach Kriegsende wurden nach und nach alle zuvor angebotenen Dienstleistungen wieder aufgenommen; dazu zählen der Überseefunkdienst nach Südamerika, küstennaher Seefunkdienst auf Grenzwelle, Ausstrahlung von Wettermeldungen und Zeitzeichen etc. Um den wieder stark steigenden Verkehrszahlen im Nachkriegsdeutschland gewachsen zu sein, wurde Norddeich Radio entsprechend ausgebaut. MAN lieferte etwa um 1950 herum zwei leistungsstarke Dieselgeneratoren, dazu passend wurde ein Kühlturm aus Holz gebaut. Ein neuer Grenzwellensender sowie ein moderner Antennenumschalter, mit dem alle 19 Sender beliebig auf die etwa zwanzig verschiedenen Antennen geschaltet werden konnten, rundeten die Ausstattung ab. Etwa Mitte des Jahrzehnts wurde erstmals die Sendung „Gruß an Bord“ gesendet, bei der Angehörige von gerade auf See befindlichen Personen Weihnachtsgrüße übermitteln konnten sowie Gespräche mit den in weiter Ferne befindlichen Deutschen geführt wurden. Diese Sendung wurde direkt in Norddeich produziert und im Radioprogramm des NDR übertragen. 1957 wurde dann schließlich in einem großen Festakt das 50-jährige Bestehen der Küstenfunkstelle begangen.

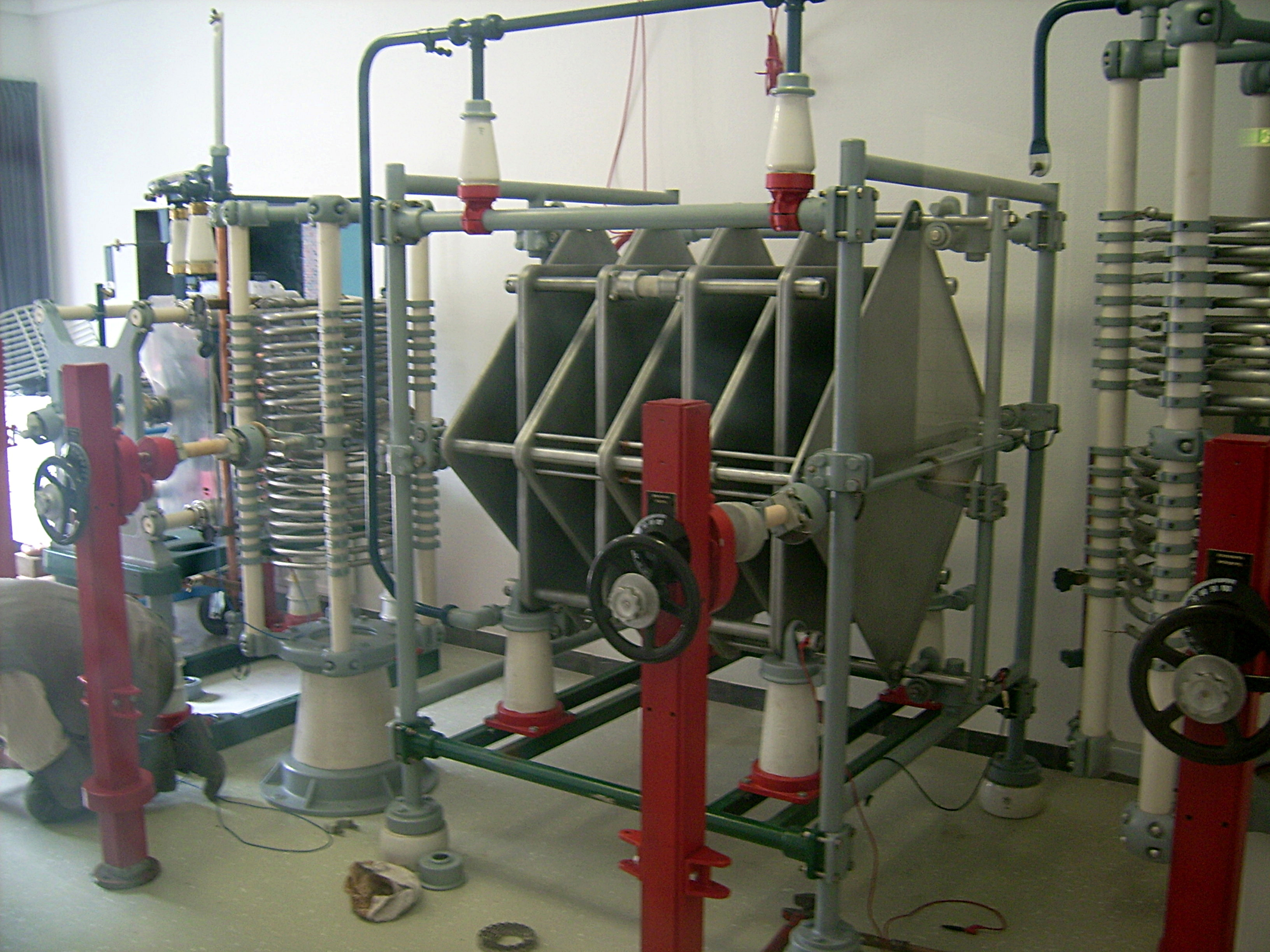
Alte Sendetechnik ausgestellt im Waloseum in Osterloog

### 1960er und 1970er Jahre: Osterloog als neuer Senderstandort
Das 50-jährige Jubiläum der Zeitzeichenausstrahlung von Norddeich aus an Schiffe in aller Welt erregte auch weit über die Grenzen der BRD hinaus das Interesse an der Küstenfunkstation. Ebenso medienträchtig war die kurzzeitige Abwicklung von Flugfunkverkehr über die Anlagen von Norddeich Radio; dieses Angebot wurde aber bald wieder eingestellt. Die Zahl der Mitarbeiter war auf etwa 150 Personen angestiegen, was vor allem auf die steigende Nachfrage im Bereich der Telefonie zurückzuführen war. Als nennenswerte technische Innovation ist die (experimentelle) Bildübertragung zu nennen: Einige auf hoher See bei der Verabschiedung der britischen Königin nach einem Deutschlandbesuch geschossene Bilder wurden drahtlos via Norddeich Radio schneller zur Redaktion der Welt am Sonntag nach Hamburg übermittelt als es ein Hubschrauber zur gleichen Zeit bewerkstelligen konnte. Nachdem die Deutsche Bundespost die Immobilien vom Norddeutschen Rundfunk zurückgekauft hatte, erfolgte ab Mitte der 1960er Jahre eine grundlegende Modernisierung der Küstenfunkstelle. Dazu gehörte die Umsiedlung mehrerer Sendeanlagen von Norddeich nach Osterloog (nördlich von Norden) sowie die Errichtung zusätzlicher Sendeanlagen, die dem damals neuesten Stand der Technik entsprachen. Im November 1970 wurde der letzte Sender in der Sendefunkstelle Norddeich abgeschaltet. Neben den fernsteuerbaren Sendern in Osterloog verfügte „Norddeich Radio“ mit seiner Betriebszentrale Utlandshörn über weitere Sendeanlagen in der Nähe von Cuxhaven und in Elmshorn.

### 1980er Jahre: Aufkommender Satellitenfunk als Konkurrent zum Kurzwellenfunkdienst
Die Inbetriebnahme des Inmarsat-Systems und Erfindungen wie das GMDSS führten dazu, dass die auf 260 Mitarbeiter ausgebaute Küstenfunkstation zu Beginn der 1980er Jahre ihren Höhepunkt der Auslastung überschritten hatte und in den darauffolgenden Jahren immer weniger gefragt war. Technische Innovationen führten dazu, dass Funkoffiziere an Bord der Schiffe nicht mehr vorgeschrieben waren und die Kommunikation immer mehr verselbstständigt wurde. Bereits 1989 war ein beachtlicher Anteil der Schiffe mit der international verfügbaren Satellitentechnik ausgerüstet, durch die im Selbstwählverfahren Verbindungen zu nahezu beliebigen Telefonanschlüssen weltweit aufgebaut werden konnten. Das Absetzen von Notrufen inklusive genauer Positionsangabe war per Knopfdruck möglich.

### 1990er Jahre: Schrittweise Abschaltung von Norddeich Radio
Aufgrund stark zurückgehender Betriebsauslastungen der deutschen Küstenfunkstellen insgesamt und der Vorgabe der EU, die Zahl der westeuropäischen Küstenfunkstellen zu verringern, führte die Deutsche Bundespost Telekom, neue übergeordnete Behörde von Norddeich Radio, einschneidende Umstrukturierungen durch. Zunächst wurde der Kurzwellenverkehr von Rügen Radio bei Norddeich Radio angegliedert. Auf Eigeninitiative der Mitarbeiter hin wurde schließlich das sogenannte Daten Service Center in Utlandshörn gestartet: Um dem weiteren Stellenabbau neue Aufgabenfelder zur Arbeitsplatzsicherung entgegenzusetzen, beschäftigte man sich ab 1996 für die Mutterfirma Deutsche Telekom AG mit der Umsetzung der neuen DAB-Technik. 1995/96 stellte man sämtlichen Telegraphiefunkverkehr ein, im darauffolgenden Jahr wurde der Grenzwellensprechfunk abgeschaltet. Elbe-Weser Radio und Rügen Radio waren ganz aufgegeben worden, der UKW-Sprechfunkdienst für Nord- und Ostsee wurde schließlich bis zur endgültigen Schließung am 31. Dezember 1998 von Norddeich Radio aus durchgeführt. Die letzte Sprechfunksendung lautete: „This is Norddeich Radio. Over and out“.
Die funktechnische Abdeckung der deutschen Seegebiete für Notfälle wird heute über Bremen Rescue Radio der Seenotleitung Bremen sichergestellt.
Im Gebäude der Sendefunkstelle Osterloog befindet sich heute das „Waloseum“ (Kofferwort aus „Wal“ und „Museum“), eine Einrichtung der Seehund-Aufzuchtstation Norden-Norddeich. In den Räumen der Empfangsfunkstelle Utlandshörn befand sich bis Ende 2011 ein Callcenter der Vivento Customer Services (VCS), eines Tochterunternehmens der Deutschen Telekom AG.
Im Jahre 2001 bildete sich auf Initiative des Funkamateurs Mustapha Landoulsi der Verein Funktechnisches Museum Norddeich Radio, der am historischen Standort der einstigen Empfangsfunkstelle in Utlandshörn ein Museum einrichtete. Es zeigte dort u. a. Funkgeräte von Schiffen sowie Empfangs- und Sendegeräte (samt einem originalen Arbeitstisch) von Norddeich Radio. Nach Abriss und Umbau der Baulichkeiten in Utlandshörn verzog das Museum nach Dornum (Ortsteil Nesse), wo es sich seither befindet.

## Norddeich Gonio (DAQ)
Als Norddeich Gonio wurde eine 1961 offiziell in Betrieb genommene Einrichtung zur Funkpeilung bezeichnet, mit der es möglich war, die Position von beispielsweise in Seenot geratenen Schiffen zu ermitteln. Praktisch wurde dazu in Zusammenarbeit mit den Peilstationen Elbe-Weser Gonio und St. Peter Ording Gonio eine Kreuzpeilung vorgenommen, bei der eine hohe Genauigkeit erzielt wurde. Neben der Verwendung bei Seenotfällen bestand auch für kleinere, technisch nicht so fortschrittlich ausgerüstete Schiffe die Möglichkeit, gegen Entgelt ihre genaue Position bestimmen zu lassen.

## Seenotfälle mit Beteiligung von Norddeich Radio
Im September 1957 empfing man den Notruf der Pamir, eines deutschen Segelschulschiffs, das auf der Rückreise von Buenos Aires nach Deutschland im Atlantik in ein Orkantief geraten und gesunken war. Wie sich später herausstellte, war das Schiff während der ganzen Reise in Funkkontakt mit Norddeich gewesen, jedoch hatte es keinerlei Warnungen vor der aufkommenden Gefahr erhalten. In Zusammenarbeit mit den vor Ort befindlichen Schiffen koordinierte Norddeich Radio die Rettungsaktionen, bei denen schließlich sechs Besatzungsmitglieder gerettet werden konnten.
Im Februar 1966 wurde durch Norddeich Gonio das in Seenot geratene deutsche Schiff Hans Peter geortet und von Norddeich Radio aus eine Rettungsaktion geleitet, an der sich der Seenotkreuzer Georg Breusing und der Borkumer Schlepper Atlas beteiligten. Diese erfolgreiche Rettung war die erste Peilung unter Seenotbedingungen von DAQ.
Der Seenotrettungskreuzer Adolph Bermpohl verunglückte 1967 nördlich von Helgoland nach einem Rettungseinsatz, der zuvor ebenfalls von Norddeich Radio aus koordiniert worden war: Nach dem erfolgreichen Aufnehmen einer in Seenot geratenen niederländischen Schiffsbesatzung mit dem Tochterboot brach beim Versuch der Übernahme der Schiffbrüchigen auf das Mutterschiff eine Grundsee über den Seenotkreuzer herein, so dass dadurch das längsseits gegangene Tochterboot Vegesack unter Wasser gedrückt wurde. Erst am folgenden Tage wurde die Adolph Bermpohl 13 Seemeilen südöstlich von Helgoland mit laufender und ausgekuppelter Maschine aufgefunden, das Tochterboot erst in der darauffolgenden Nacht kieloben treibend – es gab keine Überlebenden.
Im Dezember 1978 war Norddeich Radio an der Suchaktion nach der verschollenen München beteiligt.
Im November 1983 protokollierte man schließlich den gesamten Funkverkehr zwischen der vor Island in Seenot geratenen und später gesunkenen MS Kampen und der Reederei in Hamburg mit.

## Museen

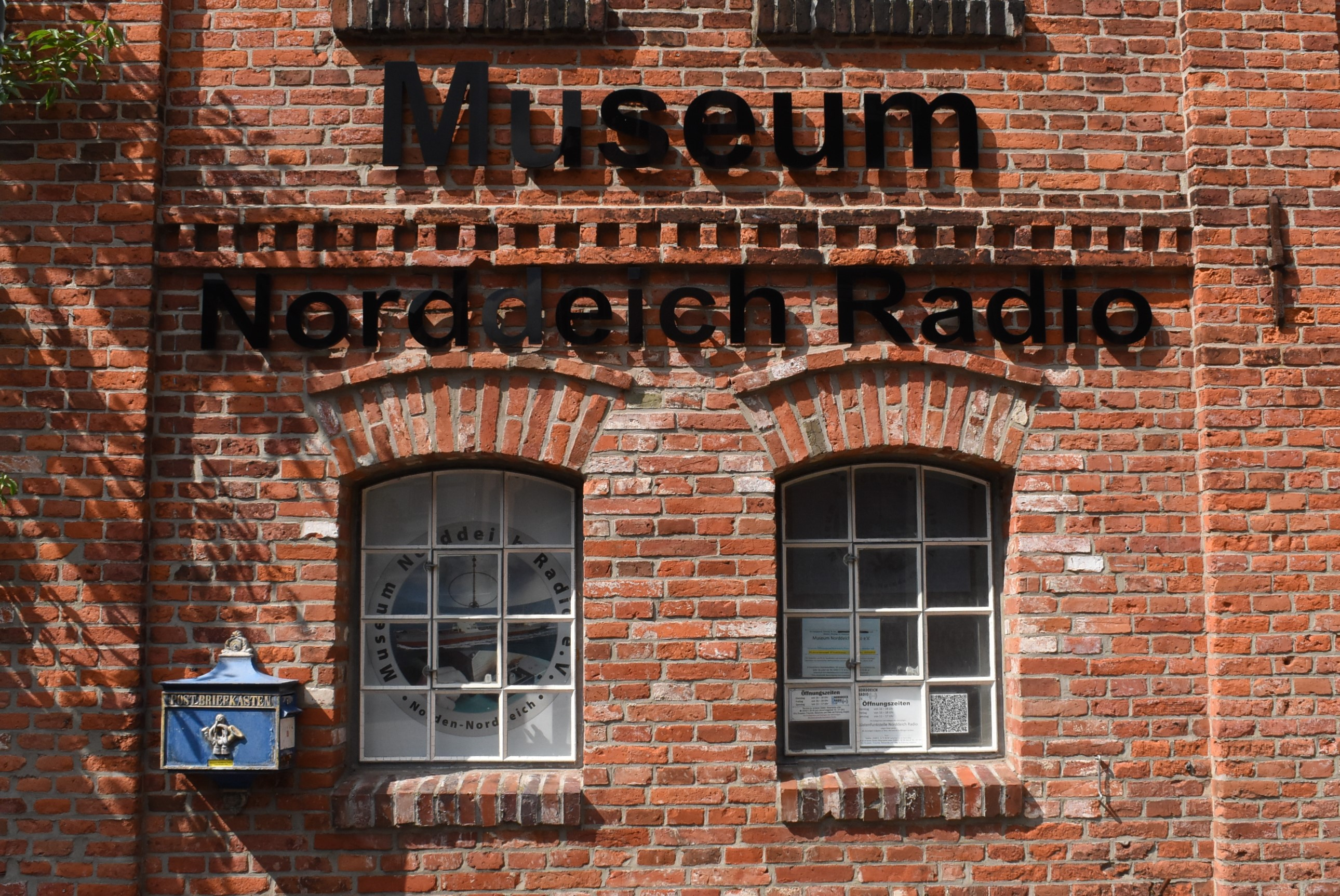
Das Museum Norddeich Radio e. V. in Norden

Im März 2015 wurde in einem historischen Speicher in der Osterstraße in Norden das Museum Norddeich Radio e. V. eröffnet. Im Museum werden alle Arbeitsplätze gezeigt, die für den Funkbetrieb gebraucht wurden. Dazu werden auch Führungen von ehemaligen Mitarbeitern angeboten. Seither gibt es zu Norddeich Radio zwei Museen, das eine in Dornum, das andere in Norden (Ostfriesland).